# Daniszew
Daniszew – wieś w Polsce położona w województwie wielkopolskim, w powiecie kolskim, w gminie Kościelec.
| SIMC    | Nazwa              | Rodzaj    |
| ------- | ------------------ | --------- |
| 0287898 | Koble              | część wsi |
| 0287906 | Koble Daniszewskie | część wsi |
| 0287912 | Koble Polickie     | część wsi |

W latach 1975–1998 miejscowość administracyjnie należała do województwa konińskiego.
Miejscowość położona jest 7 km na południowy zachód od centrum Koła, przy drodze lokalnej z Ruszkowa Drugiego do Olimpii. Przez północne krańce wsi przebiega Autostrada A2. Tutaj znajduje się także węzeł drogowy Koło – zjazd z autostrady w kierunku Koła i Turku.